# برايس كورتيناي
برايس كورتيناي (بالإنجليزية: Bryce Courtenay)‏، من مواليد 14 أغسطس 1933م وتوفي بتاريخ 22 نوفمبر 2012م، وهو مؤلف ومؤرخ تاريخي جنوب أفريقي/أسترالي، قام بتأليف عدة كتب، وأشهرها ذا پاور أوف ون، حيث حاز المؤلف عدة جوائز.